# 1548 Palomaa
1548 Palomaa este un asteroid din centura principală, descoperit pe 26 martie 1935, de Yrjö Väisälä.